# Bataviska republiken
Den Bataviska republiken (nederländska: Bataafse Republiek) existerade från 1795 till 1806 och organiserade Nederländerna som en republik efter fransk förebild. Republiken fungerade i praktiken som en lydstat till Frankrike.

## Bakgrund
Bataviska republiken utropades den 19 januari 1795, en dag efter att ståthållaren Vilhelm V av Oranien flytt till England. Den invaderande franska revolutionära hären fann några allierade i Nederländerna. Åtta år tidigare hade Oranien fått övertaget i ett litet men brutalt inbördeskrig tack vare den militära interventionen av Fredrik Vilhelm II av Preussen, som var onkel till ståthållaren. Många av de revolutionära flydde till Frankrike och återvände nu ivriga att realisera sina ideal.
23 april 1798 antogs den nya författningen där statsmakten övertogs av en lagstiftande församling och ett direktorium, från 1801 ersatt av en "Staatsbewind" och 1806 av en rådspensionär.
I motsats till händelserna i Frankrike, genomfördes de revolutionära förändringarna relativt fredligt i Nederländerna. Landet hade varit en republik i två århundraden och hade en begränsad adel. Giljotinen var ej nödvändig för den nya staten. Den gamla republiken hade varit en arkaisk och ineffektiv politisk konstruktion som stadigt vilade på gamla feodala traditioner. Beslutsgången var mycket långsam och ibland obefintlig. De enskilda provinserna hade så mycket makt att de blockerade många annars förnuftiga förnyelser. Den Bataviska republiken markerade övergången till en mer centralistisk och mer välfungerande regering, från en lös konfederation av oavhängiga provinser till en enhetsstat. Många av förnyelserna bibehölls efter att republiken fallit 1806, till exempel den första stavningsstandarden för det nederländska språket av Siegenbeek (1804). Judar, lutheraner och romersk-katolska gavs lika rättigheter.
Den nya republiken tog sitt namn efter bataverna, en germansk stam som levde i det nederländska området under romarriket.
Som en fransk vasallstat var den Bataviska republiken allierad med Frankrike i dess krig mot i första hand Storbritannien. Detta medförde att det mesta av det nederländska kolonialväldet förlorades och att den nederländska flottan besegrades vid slaget vid Camperdown (Zeeslag bij Camperduin) 1797. Den nederländska handelns kollaps medförde en serie ekonomiska kriser och det var först under senare halvan av 1800-talet som Nederländernas välstånd nådde upp till tidigare nivå.
Napoleon förvandlade 1806 Bataviska republiken till ett kungarike med sin bror Louis Bonaparte som kung.

### Fotnoter
1. ↑  ”World Statesmen”. http://www.worldstatesmen.org/Netherlands.htm. Läst 5 juli 2011.
2. 1 2  Carlquist, Gunnar, red (1939 (nyutgåva)). Svensk uppslagsbok. Bd 3. Malmö: Svensk uppslagsboks förlag AB. sid. 261